# Chintalavalasa
Chintalavalasa è una suddivisione dell'India, classificata come census town, di 6.421 abitanti, situata nel distretto di Vizianagaram, nello stato federato dell'Andhra Pradesh. In base al numero di abitanti la città rientra nella classe V (da 5.000 a 9.999 persone).

## Società

### Evoluzione demografica
Al censimento del 2001 la popolazione di Chintalavalasa assommava a 6.421 persone, delle quali 3.330 maschi e 3.091 femmine. I bambini di età inferiore o uguale ai sei anni assommavano a 760, dei quali 394 maschi e 366 femmine. Infine, coloro che erano in grado di saper almeno leggere e scrivere erano 4.283, dei quali 2.398 maschi e 1.885 femmine.